# Lista de governantes de Atenas clássica
Esta é uma lista (parcial, incompleta, em ordem inversa e mal traduzida) dos soberanos de Atenas no período da Antiguidade Clássica, a partir do estabelecimento do arcontado, e inclui arcontes, tiranos e demagogos. Para ver a lista de reis, ver Reis de Atenas.
- Trinta Tiranos (?- 403 a.C.)
- Terameno (?)
- Almirante Conon (406-? a.C.)
- Alcebíades Alcmeônida (?-? a.C.)
- Cleon e Nícias (429-? a.C.)
- Péricles Alcmeônida (444-429 a.C.)
- Péricles Alcmeônida (463-? a.C.)
- Cimon (507-449 a.C.)
- General Milcíades (554-488 a.C.)
- Temístocles (525-470 a.C.)
- Clístenes Alcmeônida (508- a.C.)
- Tirano Hípias (514-510 a.C.)
- Hípias e Hiparco (527-514 a.C.)
- Tirano Pisístrato (541-527 a.C.)
- Sólon (592-591 a.C.)
- Arconte Drácon (621-? a.C.)
- Seis tesmótetas (682-? a.C.)